# Doug Griffin
Douglas Lee Griffin (South Gate, California, 4 de junio de 1947-Clovis, California, 27 de julio de 2016), más conocido como Doug Griffin, fue un jugador profesional estadounidense de béisbol que se desempeñó en la posición de segunda base en las Grandes Ligas de Béisbol (MLB). Es poseedor de un Guante de Oro.

## Carrera
Griffin jugó como profesional una temporada en California Angels (1970), después pasó a Boston Red Sox, donde jugó siete temporadas (1971-1977), y fue el equipo en el que se retiró.

## Premios
Fue galardonado con el Guante de Oro en una oportunidad (1972).